# No-Conscription Fellowship
La No-Conscription Fellowship était une organisation pacifiste britannique fondée à Londres par Fenner Brockway et Clifford Allen (en) le 27 novembre 1914, après que la Première Guerre mondiale n'ait pas abouti à un accord de paix rapide. Parmi ses partisans éminents figuraient John Clifford, Bruce Glasier, Hope Squire, Bertrand Russell, Robert Smillie et Philip Snowden.

## Contexte
L'un des objectifs de la campagne était la loi sur le service militaire (en) qui a introduit la conscription en 1916. Des succursales ont été établies dans tout le pays, des tracts ont été produits et des députations ont été envoyées pour faire pression sur le Parlement. Ils ont réussi à obtenir des dispositions pour les objecteurs de conscience dans le projet de loi, mais se sont opposés à la création du Corps des non-combattants de l'armée.

## Histoire
Les fondateurs et d'autres membres ont été emprisonnés pour leur opposition à la conscription. Bertrand Russell a succédé à Clifford Allen en tant que président de l'organisation tandis que Catherine Marshall a succédé à Fenner Brockway en tant que secrétaire.
L'organisation écossaise était dirigée par Marjory Newbold, dont le mari Walton est devenu député communiste.
Des succursales ont été établies dans tout le pays et le premier congrès national a eu lieu le 27 novembre 1915 au Congregational Memorial Hall. La deuxième convention a eu lieu l'année suivante, le 8 avril, à Devonshire House, un lieu de rencontre quaker à Bishopsgate. Beatrice Webb, qui était pro-guerre, a enregistré à l'occasion dans son journal,
« The Friends' Meeting House... was packed with some 2,000 young men — the National Convention of the No-Conscription Fellowship.... Among the 2,000 were many diverse types. The intellectual pietist, slender in figure, delicate in feature and complexion, benevolent in expression was the dominant type. These youths were saliently conscious of their own righteousness.... On the platform were the sympathisers with the movement — exactly the sort of persons you would expect to find at such a meeting — older pacifists and older rebels — Bertrand Russell, Robert Trevelyan, George Lansbury, Olive Schreiner, Lupton, Stephen and Rosa Hobhouse, Dr Clifford, C.H. Norman, Miss Llewelyn Davies and the Snowdens: the pacifist predominating over the rebel element. »
« La Meeting House des Amis [...] était rempli de quelque 2 000 jeunes hommes lors du Congrès national du No-Conscription Fellowship [...] Parmi les 2000 étaient de nombreux types différents. Le piétiste intellectuel, de figure mince, de teint et complexion délicats, d'expression bienveillante était le type dominant. Ces jeunes étaient très conscients de leur propre justice. Sur la plate-forme étaient les sympathisants du mouvement — exactement le genre de personnes que vous vous attendriez à trouver à une telle réunion — les pacifistes plus âgés et les rebelles plus âgés — Bertrand Russell, Robert Trevelyan, George Lansbury, Olive Schreiner, Lupton, Stephen et Rosa Hobhouse, Dr Clifford, C.H. Norman, Miss Llewelyn Davies et Snowden. »
À partir de mars 1916, le NCF publie The Tribunal. Dans un effort pour supprimer cette publication, la police a fait une descente à la National Labour Press (en) et a démantelé l'imprimerie. Cependant, le NCF avait une presse secrète et a pu continuer à publier.
L'historien Thomas Kennedy dit qu'au cours des deux dernières années de la guerre, le NCF est resté un :

« irritant mineur mais gênant pour les autorités, utilisant sa machinerie de propagande étonnamment résistante pour dénoncer le traitement brutal ou illégal des objecteurs de conscience ainsi que pour agiter, en particulier parmi les classes ouvrières industrielles, la fin du conflit. »